# Xavier Laurent
Pour les articles homonymes, voir Laurent.
 (octobre 2017).
Si vous disposez d'ouvrages ou d'articles de référence ou si vous connaissez des sites web de qualité traitant du thème abordé ici, merci de compléter l'article en donnant les références utiles à sa vérifiabilité et en les liant à la section « Notes et références ».
Xavier Laurent est un acteur français de cinéma et de théâtre, né le 11 février 1977 à Aix-en-Provence.

## Théâtre
- 1999 : De Gaulle, celui qui a dit non d'Alain Decaux et Alain Peyrefitte, mis en scène par Robert Hossein
- 2000 : Jésus, la résurrection d'Alain Decaux, mis en scène par Robert Hossein
- 2000-2001 : Anatole d'Arthur Schnitzler, mise en scène de Fabrice Adrien
- 2002 : Le Misanthrope de Molière, mis en scène par Jacques Hardouin
- 2004 : Révélation de Tristan Petitgirard, mis en scène par Marc Quentin
- 2007 : N'ayez pas peur ! d'Alain Decaux, mis en scène par Robert Hossein

## Filmographie

### Cinéma

#### Longs métrages
- 1999 : CQ de Roman Coppola
- 2004 : Frères de Xavier de Choudens
- 2011 : Si tu meurs, je te tue d'Hiner Saleem
- 2012 : Un jour mon père viendra de Martin Valente
- 2013 : Rush de Ron Howard
- 2013 : Red 2 de Dean Parisot :
- 2014 : Monuments Men (The Monuments Men) de George Clooney
- 2014 : Goal of the dead de Benjamin Rocher et Thierry Poiraud

#### Courts métrages
- 2000 : Le pouvoir économique, en collaboration avec l’école Louis Lumière
- 2002 : Sumoto Life, de Jean Pillet, dont il écrit le scénario
- 2003 : Le Journal d’un fou, de Romaric Laurent
- 2005 : Ça n’arrive qu’aux autres, de Romaric Laurent
- 2007 : Le mal sacré, de Grégory Boutboul, avec Adrien Jolivet, sur la biographie de Dostoïevski
- 2009 : Processus 5, de Émilie Flory
- 2009 : Mes lettres !, de Grégory Boutboul

### Télévision
- 2001-2002 : La Vie devant nous (série télévisée en 52 épisodes, TF1), réalisé par Vincenzo Marano, Alain Choquart.
- 2003 : Commissaire Valence (série télévisée, TF1), avec Bernard Tapie, réalisé par Vincenzo Marano
- 2004 : Le Juge (mini-série télévisée en 2 épisodes, TF1), réalisé par Vincenzo Marano
- 2007 : Sécurité intérieure (série télévisée en 8 épisodes, Canal+), réalisé par Patrick Grandperret
- 2008 : La vie est à nous (série télévisée en 24 épisodes, TF1), réalisé par Luc Pagès